# Popis znakovnih jezika
Današnji broj priznatih znakovnih jezika iznosi 130, prethodno im je broj iznosio (114), pa (121).

## Abecedni popis
- adamorobe [ads] (Gana);
- Afganski znakovni jezik [afg] (Afganistan);
- Alžirski znakovni jezik [asp] (Alžir);
- Američki znakovni jezik [ase] (SAD);
- Argentinski znakovni jezik [aed] (Argentina);
- Armenski znakovni jezik [aen] (Armenija)
- Australski znakovni jezik [asf] (Australija)
- Austrijski znakovni jezik [asq] (Austrija)
- Bamački znakovni jezik [bog] (Mali)
- Ban Khor znakovni jezik [bfk] (Tajland)
- Benkala znakovni jezik [bqy] (Indonezija (Java i Bali))
- Bolivijski znakovni jezik [bvl] (Bolivija)
- Brazilski znakovni jezik [bzs] (Brazil)
- Britanski znakovni jezik [bfi] (Ujedinjeno Kraljevstvo)
- Bugarski znakovni jezik [bqn] (Bugarska)
- Chiangmai znakovni jezik   [csd] (Tajland)
- Čadski znakovni jezik   [cds] (Čad)
- Češki znakovni jezik   [cse] (Češka)
- Čileanski znakovni jezik   [csg] (Čile)
- Danski znakovni jezik   [dsl] (Denmark)
- Dominikanski znakovni jezik [doq] (Dominikanska Republika)
- Egipatski znakovni jezik   [esl] (Egipat)
- Ekvadorski znakovni jezik   [ecs] (Ekvador)
- Estonski znakovni jezik   [eso] (Estonija)
- Etiopski znakovni jezik   [eth] (Etiopija)
- filipinski znakovni jezik   [psp] (Filipini)
- Finski znakovni jezik   [fse] (Finska)
- finsko-švedski znakovni jezik   [fss] (Finska)
- Flamanski znakovni jezik   [vgt] (Belgija)
- Francuski znakovni jezik [fsl] (Francuska)
- frankobelgijski znakovni jezik   [sfb] (Belgija)
- Ganski znakovni jezik   [gse] (Gana)
- Grčki znakovni jezik   [gss] (Grčka)
- Gvatemalski znakovni jezik   [gsm] (Gvatemala)
- Gvinejski znakovni jezik   [gus] (Gvineja)
- Hajfonški znakovni jezik   [haf] (Vijetnam)
- Hanojski znakovni jezik [hab] (Vijetnam)
- Hausa znakovni jezik   [hsl] (Nigerija)
- havajski pidžinski znakovni jezik [hps] (SAD)
- Honduraški znakovni jezik   [hds] (Honduras)
- Honkonški znakovni jezik   [hks] (Kina)
- Hošiminski znakovni jezik   [hos] (Vijetnam)
- Hrvatski znakovni jezik   [csq] (Hrvatska)
- Indijski znakovni jezik   [ins] (Indija)
- Indonezijski znakovni jezik   [inl] (Indonezija (Java and Bali))
- Iriski znakovni jezik   [isg] (Irska)
- Islandski znakovni jezik   [icl] (Island)
- Izraelski znakovni jezik   [isr] (Izrael)
- Jamajčanski country znakovni jezik   [jcs] (Jamajka)
- Japanski znakovni jezik   [jsl] (Japan)
- Jhankot znakovni jezik   [jhs] (Nepal)
- jidiški znakovni jezik   [yds] (Izrael)
- Jordanski znakovni jezik   [jos] (Jordan)
- jugoslavenski znakovni jezik [ysl] (Srbija)
- Jumla znakovni jezik   [jus] (Nepal)
- južnoafrički znakovni jezik   [sfs] (Južnoafrička Republika)
- Kaapor znakovni jezik   [uks] (Brazil)
- katalonski znakovni jezik [csc] (Španjolska)
- Kenijski znakovni jezik   [xki] (Kenija)
- Kineski znakovni jezik   [csl] (Kina)
- kolumbijski znakovni jezik   [csn] (Kolumbija)
- Korejski znakovni jezik   [kvk] (Južna Koreja)
- kostarikanski znakovni jezik   [csr] (Kostarika)
- kubanski znakovni jezik   [csf] (Kuba)
- kvebečki znakovni jezik   [fcs] (Kanada)
- Laoski znakovni jezik   [lso] (Laos)
- Latvijski znakovni jezik   [lsl] (Latvija)
- Libijski znakovni jezik   [lbs] (Libija)
- Lionski znakovni jezik   [lsg] (Francuska)
- Litvanski znakovni jezik   [lls] (Litvanija)
- Madagaskarski znakovni jezik   [mzc] (Madagaskar)
- Mađarski znakovni jezik   [hsh] (Mađarska)
- Malezijski znakovni jezik   [xml] (Malezija (poluotočna))
- Malteški znakovni jezik [mdl] (Malta)
- Maritimski znakovni jezik   [nsr] (Kanada)
- Marokanski znakovni jezik [xms] (Maroko)
- Meksički znakovni jezik [mfs] (Meksiko)
- Moldovski znakovni jezik   [vsi] (Moldova)
- Mongolski znakovni jezik   [msr] (Mongolija)
- Mozambijski znakovni jezik   [mzy] (Mozambik)
- Namibijski znakovni jezik   [nbs] (Namibija)
- Nepalski znakovni jezik   [nsp] (Nepal)
- Nigerijski znakovni jezik   [nsi] (Nigerija)
- Nikaragvanski znakovni jezik   [ncs] (Nikaragva)
- Nizozemski znakovni jezik   [dse] (Nizozemska)
- Norveški znakovni jezik   [nsl] (Norveška)
- Novozelandski znakovni jezik   [nzs] (Novi Zeland)
- Njemački znakovni jezik   [gsg] (Njemačka)
- Pakistanski znakovni jezik [pks] (Pakistan)
- Penang znakovni jezik   [psg] (Malezija (poluotočna))
- Peruanski znakovni jezik [prl] (Peru)
- Perzijski znakovni jezik   [psc] (Iran)
- Poljski znakovni jezik   [pso] (Poljska)
- Portorikanski znakovni jezik   [psl] (Portoriko)
- Portugalski znakovni jezik   [psr] (Portugal)
- Providencijski znakovni jezik   [prz] (Kolumbija)
- Rennellski znakovni jezik   [rsi] (Solomonski otoci)
- Rumunjski znakovni jezik   [rms] (Rumunjska)
- Ruski znakovni jezik   [rsl] (Rusija (Europska))
- Salvadorski znakovni jezik   [esn] (Salvador)
- Saudijskoarapski znakovni jezik   [sdl] (Saudijska Arabija)
- Selangorski znakovni jezik   [kgi] (Malezija (poluotočna))
- Sijeraleonski znakovni jezik   [sgx] (Sijera Leone)
- Singapurski znakovni jezik   [sls] (Singapur)
- Slovački znakovni jezik   [svk] (Slovačka)
- starokentski znakovni jezik   [okl] (Ujedinjeno Kraljevstvo)
- španjolski znakovni jezik [ssp] (Španjolska)
- šrilankanski znakovni jezik [sqs] (Šri Lanka)
- švedski znakovni jezik   [swl] (Švedska)
- švicarski-francuski znakovni jezik [ssr] (Švicarska)
- švicarski-njemački znakovni jezik   [sgg] (Švicarska)
- švicarski-talijanski znakovni jezik [slf] (Švicarska)
- tajski znakovni jezik   [tsq] (Tajland)
- tajvanski znakovni jezik   [tss] (Tajvan)
- talijanski znakovni jezik   [ise] (Italija)
- Tanzanijski znakovni jezik   [tza] (Tanzanija)
- Tebul znakovni jezik   [tsy] (Mali)
- tuniški znakovni jezik   [tse] (Tunis)
- Turski znakovni jezik   [tsm] (Turska (Azija))
- Ugandski znakovni jezik   [ugn] (Uganda)
- Ukrajinski znakovni jezik   [ukl] (Ukrajina)
- Urugvajski znakovni jezik   [ugy] (Urugvaj)
- Valencijski znakovni jezik   [vsv] (Španjolska)
- Venezuelski znakovni jezik   [vsl] (Venezuela)
- Yucatec Maya znakovni jezik [msd] (Meksiko)
- Zambijski znakovni jezik [zsl] (Zambija)
- Zimbabveanski znakovni jezik [zib] (Zimbabve)

## Ostali znakovni jezici
1. Samostanski znakovni jezik [mzg] (Vatican State)
2. Znakovni jezik australskih Aboridžina [asw] (Australija)
3. Znakovni jezik prerijskih Indijanaca [psd] (United States)